# 伊原直子
伊原 直子（いはら なおこ、1945年（昭和20年）2月14日 - ）は、日本の声楽家（メゾソプラノまたはアルト）、オペラ歌手、音楽教育者。東京藝術大学名誉教授。

## 経歴
東京都出身。1967年（昭和42年）東京藝術大学音楽学部卒業。1969年（昭和44年）同大学院修了。戸田敏子、中山悌一に師事。大学院在学中の1969年（昭和44年）1月二期会ワーグナー『ラインの黄金』エルダでオペラデビュー。
1971年（昭和46年） - 1945年（昭和50年）西ドイツ政府給費留学生（DAAD）としてミュンヘン国立音楽大学に留学し、エルンスト・ヘフリガーに師事。傍らベルリン歌劇場他、ドイツやスイス各地でオラトリオを歌う。続いてビゼー『カルメン』のタイトルロールで好評を博す。NHK交響楽団はじめ主要オーケストラと共演し高い評価を得る。
1975年（昭和50年） - 1980年（昭和55年）フランスのラインオペラ（ストラスブール歌劇場：Opera du Rhin）と専属契約を結び、『カルメン』、グルック『オルフェオとエウリディーチェ』、ワーグナー『ジークフリート』等に出演。ザルツブルク、ルクセンブルク、ヘルブルン音楽祭、西ドイツにてムソルグスキー『ボリス･ゴドゥノフ』『カルメン』に出演し、コンサートではマーラー交響曲第2番『復活』、バッハ『マタイ受難曲』等、数多く歌う。
1980年（昭和55年）二期会オペラ公演『カルメン』のタイトルロールを演じ、『カルメン』歌い手の第一人者として評価を固めた。その後も、ヴェルディ『イル・トロヴァトーレ』（アルベルト・エレーデ指揮）のアズチェーナ役を演唱、好評を得る。その後もフランス、ベルギー等で活躍し、1981年（昭和56年）に帰国。
その後、日本を代表するメゾソプラノ・アルト歌手として、ヴェルディ『アイーダ』、ドビュッシー『ペレアスとメリザンド』、ワーグナー『ワルキューレ』等に出演。
1989年（平成元年）ボストン交響楽団とボストン、香港、日本で『復活』のソリストを務めた。
1990年（平成2年）2月の二期会創立40周年記念公演プッチーニ『蝶々夫人』のスズキで好評を博し、7月にはサヴォリンナ･オペラフェスティバル（フィンランド）に参加し同公演に出演。
1991年（平成3年）2月のヴェルディ『リゴレット』、7月にはワーグナー『神々の黄昏』を歌い、殊に後者への出演で22年の年月をもって完結した二期会の〈リング〉四部作全部に出演した唯一の歌い手となった。コンサートへの出演も精力的で、とりわけマーラーのスペシャリストとして、主要オーケストラとの共演も多数に及ぶ。
コンセール・マロニエ審査員、財団法人二期会オペラ振興会理事、財団法人東京二期会理事、全日本音楽コンクール審査員、文部科学省大学設置審議会委員（音楽）、大曲新人コンクール審査員、日本演奏連盟理事、Ａ.Ｂ.Ｃ新人オーディション審査員、静岡国際オペラコンクール審査員、東京国際コンクール審査員など、要職を歴任。
2012年（平成24年）3月19日に退任コンサートが開催された。門下生も非常に数多い。
2020年（令和2年）7月31日現在、瀧廉太郎コンクール審査員、東京二期会オペラ幹事、日本声楽家協会理事、東京藝術大学教育研究評議員、モーツァルトコンクール審査員、日生劇場オーディション審査員、宮日コンクール審査員、シュガーホール新人コンクール審査員、飯塚新人音楽コンクール審査員、公益社団法人日本演奏連盟常任理事、びわ湖ホールアンサンブル審査員。東京藝術大学名誉教授、聖徳大学音楽学部客員教授。

## 主な受賞歴
- 1967年（昭和42年）安宅賞
- 1970年（昭和45年）芸術選奨文部大臣新人賞
- 1970年（昭和45年）M.B.C.A.J賞（外国人批評家賞）
- 1980年度（昭和55年度）第8回ウィンナーワルド・オペラ賞大賞
- 2020年（令和2年）文化庁長官表彰[6]

## 主なディスコグラフィー
- CD2枚組 マーラー：交響曲第2番『復活』読売日本交響楽団 指揮：ロリン・マゼール ソプラノ：片岡啓子、アルト：伊原直子、武蔵野音楽大学合唱団、合唱指揮：佐久間哲也 2019/4/30 読売日本交響楽団アーカイブ/東武レコーディングズ
- CD2枚組 マーラー：交響曲第2番『復活』大阪フィルハーモニー交響楽団 指揮：朝比奈隆、ソプラノ：豊田喜代美 、アルト：伊原直子、武庫川女子大学音楽学部、関西学院グリークラブ 2010/10/6 King Records
- CD16枚組 若杉/都響 マーラー交響曲全集 東京都交響楽団 指揮：若杉弘、ソプラノ：佐藤しのぶ、大倉由紀枝、大橋ゆり、渡辺美佐子、アルト：伊原直子、テノール：林誠、田代誠、バリトン：勝部太 1997/1/25 フォンテック
- CD マーラー：交響曲『大地の歌』大阪フィルハーモニー交響楽団、指揮：朝比奈隆、テノール：林誠、アルト：伊原直子 2001/1/17 ポニーキャニオン
- CD マーラー：交響曲『大地の歌』大阪フィルハーモニー交響楽団、指揮：朝比奈隆、テノール：林誠、アルト：伊原直子 2010/10/6 King Records
- CD2枚組 ヘンデル ：メサイア （全曲）東京カンマーオーケストラ 指揮：高橋大海 大沼美恵子・伊原直子・小林大作・河野克典他、合唱 初音会 2003/9/25 ナミ・レコード
- CD2枚組 ベルリオーズ : 劇的交響曲 『ロメオとジュリエット』日本フィルハーモニー交響楽団 指揮：小林研一郎 、アルト：伊原直子、テノール：吉田信昭、バス：田中勉、ハンガリー国立合唱団 1997/1/18 ポニーキャニオン
- CD ブルックナー ：ミサ曲第3番 大阪フィルハーモニー交響楽団、指揮：朝比奈隆、ソプラノ：中沢桂、アルト：伊原直子、他 T.C.F.cho. 1987/6/21 ビクターエンタテインメント
- ベートーヴェン : 交響曲第9番ニ短調 『合唱』、『ミサ・ソレムニス』新日本フィルハーモニー交響楽団、指揮：朝比奈隆、ソプラノ：岡坊久美子、アルト：伊原直子、西明美、テノール：林誠、市原多朗、バリトン：多田羅迪夫 、バス：高橋啓三
- DVD NHKクラシカル 朝比奈隆 NHK交響楽団 ベートーベン 交響曲第9番ニ短調『合唱つき』片岡啓子、伊原直子、小林一男、勝部太 2007/12/21 NHKエンタープライズ